# PD-50

El PD-50 (en ruso ПД-50) proyecto 7454,  junto con el PD-41 fue el mayor dique seco flotante ruso y uno de los más grandes del mundo. En noviembre de 2018, el dique se hundió después de un corte de energía mientras contenía al portaaviones Almirante Kuznetsov.

## Historia
El muelle fue construido en Suecia en 1980 por Götaverken AB para la Armada Soviética y sirve a la Armada Rusa para el mantenimiento y reparación de sus buques de guerra más grandes. El muelle se estacionó por última vez en el Astillero de Reparación No. 82 en Rosljakowo en el Óblast de Múrmansk.
En 2010, el muelle se retiró del inventario de la Armada y, desde entonces, fue operado de manera privada por el astillero de reparación No. 82. El astillero no. 82 pertenece Desde 2013, la compañía petrolera rusa Rosneft, que existe una base para la construcción de plataformas petrolíferas quiere establecer.

## Especificaciones técnicas
| longitud                | 330 m      |
| ancho                   | 88 m       |
| ancho de trabajo        | 67 m       |
| capacidad de carga      | 80.000 tm  |
| calado                  | 6,1 m      |
| Peso muerto             | 135.460 tm |
| Desplazamiento completo | 215.860 tm |
| tripulación             | 175        |

## Construcción

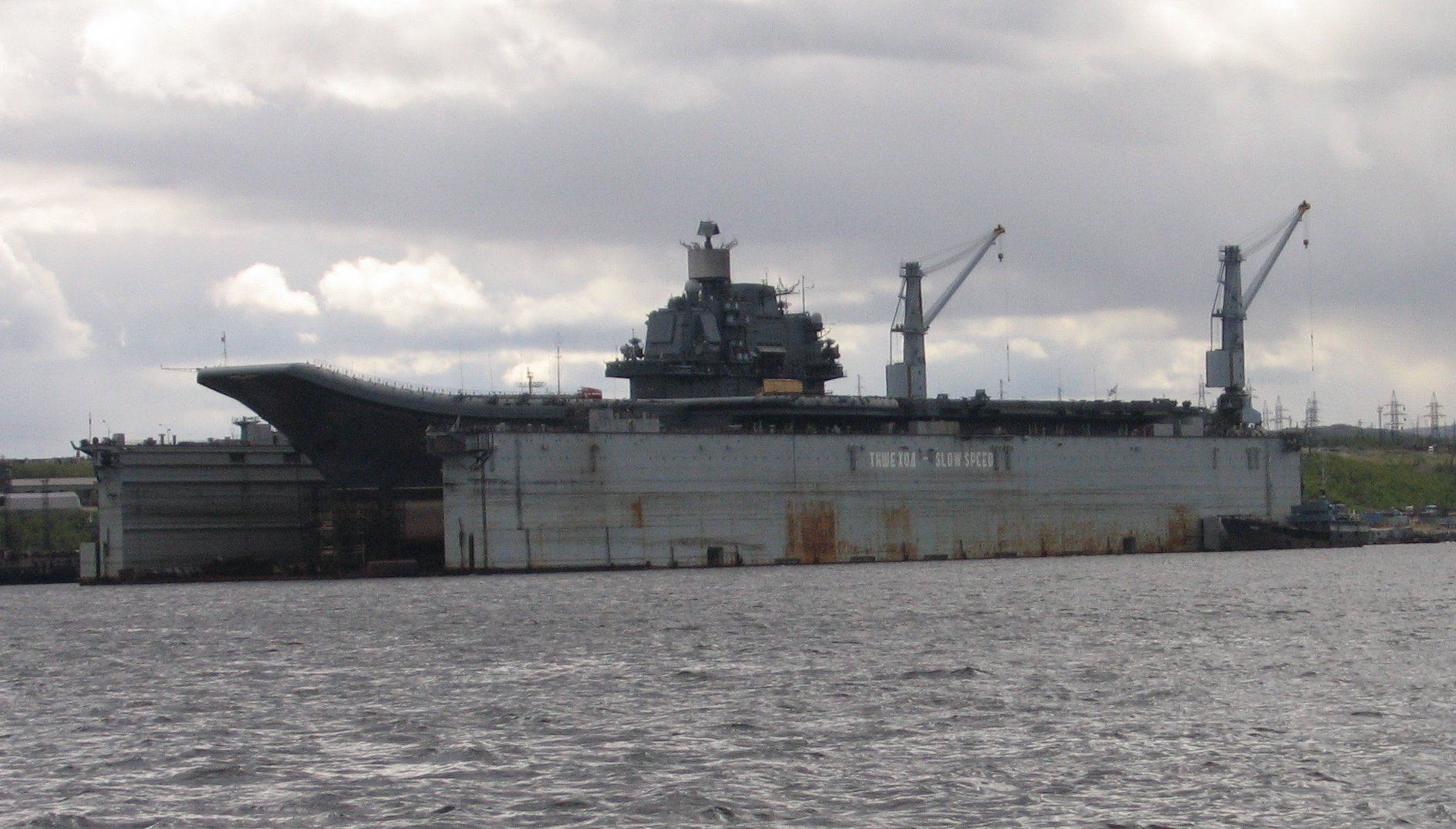
El dique seco PD-50 con el Portaaviones Almirante Kuznetsov

En marzo de 1978, el astillero Götaverken Arendal en Gotemburgo, Suecia, recibió un contrato para la construcción del mayor dique seco flotante del mundo para la Unión Soviética. Aunque la compañía había construido principalmente petroleros y graneleros, estaba buscando nuevos pedidos después de que la demanda de uno de sus principales productos disminuyera luego de la crisis del petróleo de 1973. La licitación del dique seco fue uno de los intentos de diversificar la cartera de pedidos. Con un plazo de entrega acordado de 18 meses a partir de la firma del contrato. El trabajo se dividió entre dos astilleros para acelerar la construcción: Götaverken Arendal construiría cinco de las siete secciones, mientras que el cercano Eriksbergs Mekaniska Verkstad se encargaría las dos partes restantes, y las secciones se unirían a flote utilizando soldadura subacuática. El muelle flotante fue nombrado PD-50 ( ruso : ПД-50 ); "PD" es la abreviatura de "Plavuchiy Dok" (en ruso : Плавучий док ; literalmente "muelle flotante").
En agosto de 1979, el PD-50 casi terminado fue remolcado a mar abierto para pruebas. Durante la prueba final, que involucraba descubrir qué tan rápido podía ser lastrado el dique sumergido, dos tanques de agua de lastre se colapsaron parcialmente debido a la baja presión. El dique seco flotante fue remolcado apresuradamente a Arendal con abolladuras visibles en el revestimiento. Los trabajadores del astillero se apresuraron a arreglar los daños. Las reparaciones se completaron a principios de septiembre y el PD-50 se entregó al cliente.
El 22 de septiembre de 1979, el PD-50 comenzó su viaje a Murmansk mediante dos remolcadores holandeses, Smit Rotterdam y Smit London. El 3 de octubre, después de navegar alrededor de la costa noruega, se desencadenó una tormenta y el dique seco flotante fue arrojado a tierra en el lado soviético de la frontera noruega . Los guardias fronterizos soviéticos presenciaron la puesta a tierra del PD-50 con una iluminación brillante y más tarde describieron el incidente como si una pequeña ciudad hubiera aparecido del mar y, solo para ser arrastrada sobre las rocas por la tormenta.
Si bien el daño al dique seco al chocar con la costa fue extenso, el PD-50 se consideró reparable. Después de volver a flotar, fue remolcado primero a Kirkenes y luego a un astillero en Stord. Las reparaciones incluyeron sacar el PD-50 completamente del agua usando pontones y reemplazar 4,000  toneladas de acero. En septiembre de 1980, un año después de la puesta a tierra, la PD-50 finalmente llegó a Murmansk.

## Desempeño
Entró en servicio en 1980 y en 2010, el muelle se retiró del inventario de la Armada. En 2013, la compañía petrolera rusa Rosneft se hizo cargo del Astillero No. 82 y sus activos, incluido el PD-50, en preparación para convertir el antiguo astillero naval en una base para las operaciones del Ártico de la compañía. Esto ha provocado una indignación en los círculos navales, ya que el astillero era uno de los pocos en Rusia con instalaciones capaces de atracar las embarcaciones de superficie más grandes del país.

### Desguace del Kursk
La aparición más mediática del PD-50 fue en 2000 cuando se utilizó en la recuperación del Kursk. El submarino dañado fue izado y depositado en dicho dique seco donde al final fue desguazado.

## Accidentes e incidentes

### Incendio del submarino Ekanterinburgo
El 29 de diciembre de 2011, el submarino nuclear ruso de la clase Delta IV, Ekaterinburgo (K-84), se incendió mientras estaba atracado en el PD-50. El incendio se extinguió sumergiendo parcialmente el PD-50 dos veces mientras que el K-84 estaba sobre él.

### Accidente en el astillero con elAlmirante Kuznetsov

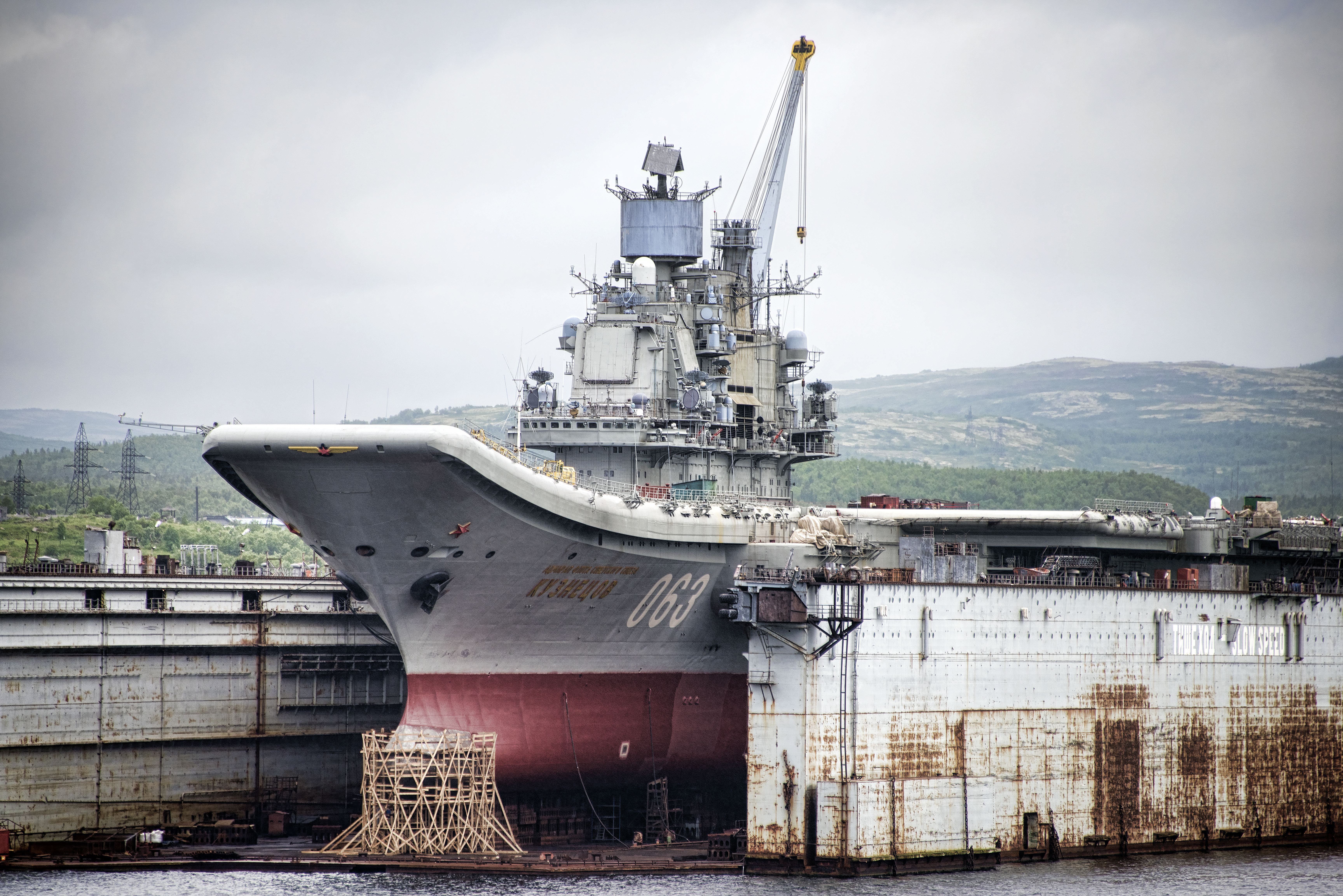
El Almirante Kuznetsov en el dique seco PD-50 enn junio de 2015.

En la noche del 29 al 30 de octubre de 2018, debido a un repentino corte de energía en la costa, se inició una inundación incontrolada de una de las torres del muelle. Los tanques de lastre del lado de babor se llenaron muy rápido, lo que llevó a una escora significativa. El PD-50 comenzó a hundirse. Debido al hecho de que se había interrumpido la compra de combustible para los generadores diésel, el PD-50 no fue capaz de moverse con su propia energía, y empezó a hundirse juntos al portaaviones "Almirante de la Flota de la Unión Soviética Kuznetsov" .El portaaviones todavía podría ser sacado del dique seco hacia la bahía. Al mismo tiempo, la grúa torre de estribor del muelle flotante de 70 toneladas cayó sobre el portaaviones, rompiendo la cubierta en la popa creando un gran agujero de 4 m x 5 m. y dañando varios compartimientos debajo. La grúa de puerto cayó en el agua. El portaaviones, gracias a la lucha de supervivencia de la tripulación, permaneció a flote. El dique también se hundió. Un trabajador de un astillero desapareció y otros cuatro cayeron al agua y sufrieron hipotermia. Necesitaron atención médica, uno de los cuales murió en el hospital.
El muelle se encuentra completamente bajo el agua, que en este punto alcanza hasta 60 m de profundidad. En 2018 aún no se sabía si y cuando el diqueseco se izaría. En mayo de 2019, se abandonó el izado del dtque. La falta de capacidad de los muelles ahora se compensa con la unión de dos muelles flotantes en la operación de reparación de buques, número 35 "Svezdochka" ( Russian 35 СРЗ ).